# Vinzenz Rizzi

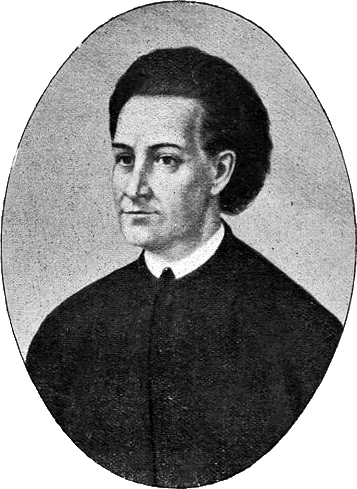
Vinzenz Rizzi (ohne Jahr)

Vinzenz Rizzi (* 22. Jänner 1816 in Spittal an der Drau; † 25. Februar 1856 in Klagenfurt) war ein katholischer Kärntner Priester und als deutschnationaler Publizist ein literarischer Verfechter des Gedankengutes des Vormärzes und ein Wegbereiter liberaler Ideen, der sich für die Gleichberechtigung der Völker und ganz besonders für die Gleichberechtigung von Slowenen und Deutschen einsetzte.
Er ist Namenspate des vom Zentralverband Zentralverband slowenischer Organisationen in Kärnten und vom Slowenischen Kulturverband in Kärnten gestifteten Rizzipreises.

## Leben
Rizzi wurde als Sohn eines kaiserlichen Landrichters und Bezirkskommissärs in dessen Amtssitz, dem Schloss Porcia, in Spittal an der Drau geboren. Er verlor früh seinen Vater, konnte jedoch durch seinen Onkel Johann Nepomuk Hradecky (1775–1846), den Bürgermeister von Laibach, dort das Gymnasium und danach das als Hochschule fungierende Laibacher Lyceum besuchen, wo er sich sowohl für die deutschen Klassiker als auch für Anastasius Grün, den hochadeligen literarischen Vorkämpfer der Freiheit begeisterte, sich aber als Student bei Matthias Tschop (slowenisch: Matija Čop) auch mit slowenischer Dichtung und Denkungsart vertraut machte. Danach fand er eine Anstellung in der staatlichen Finanzverwaltung in Laibach. In diesen Jahren veröffentlichte er im Kreis liberaler junger Leute wie Constantin von Wurzbach und später auch Franz Preschern (slowenisch: France Prešeren) mit geringem Erfolg seine ersten Gedichte, wie er später auch selbst seine Lyrik für bedeutungslos erachtete. Nach einigen Jahren tauschte er den trockenen Beamtenberuf mit dem freizügigeren Leben eines Journalisten in Wien, doch wandte er sich schon nach einem Jahr taglöhnerischen Journalistendaseins und zermürbt von den Zensurschikanen Metternichs der Theologie zu und trat 1840 ins Klagenfurter Priesterseminar ein. Im Predigen wollte er sich ebenso mitteilen wie als Journalist.
Nach seiner Priesterweihe 1844 war Rizzi Kaplan in verschiedenen Kärntner Pfarreien (Berg im Drautal, Guttaring, Spittal/Drau), verfasste später unter dem Titel „Dorfgeschichten aus Kärnten“ gesammelte, sozial ausgerichtete Dorferzählungen, denen allerdings „jede kärntnerische Note fehlt“ und war zum Teil bereits gleichzeitig mit seiner Priestertätigkeit Redakteur der Klagenfurter Zeitung sowie von deren Beilage Carinthia.

## Liberaler Publizist
Als Rizzi im Revolutionsjahr 1848 die Leitung der Carinthia übernahm, änderte er deren Charakter von Grund auf, indem der „radikal-liberale Kleriker“ aus der zu einem seicht gewordenen Familienblättchen gesunkenen ehemals „literarisch bildenden Zeitschrift“ für sieben Wochen ein „Constitutionelles Blatt für Zeitinteressen“ machte, eine durch und durch politische Zeitung, die in Poesie und Prosa die Tagesfragen wie Pressefreiheit, Jagdrecht und Schulreform, Paulskirche, Nationalitätenfrage und deutsche Frage, also wirklich alles, was die Menschen interessierte, zur Sprache brachte und kritisch spiegelte.
„Ich will nur das Beste für alle. Wahrheit, so gut ich sie weiß, werde ich schreiben, unbekümmert, ob ich rechts oder links Beifall oder Tadel finde. Ich kenne keine Rücksicht als die für Wahrheit und Recht.“
Rizzi wurde sehr bald wieder durch den vorherigen Redakteur, den Klagenfurter Domprediger, Volksdichtungsammler und spätromantischen Heimatdichter Simon Martin Mayer (1788–1872), abgelöst, denn die Klagenfurter Zeitung war schließlich ein Regierungsblatt. Rizzi jedoch gründete 1849 in Spittal/Drau die oppositionelle Deutsche Monatsschrift aus Kärnten, die in 15 Nummern bis 1851 existierte und deren fast alleiniger Beiträger er selbst war. Journalistisch beobachtete er das Zeitgeschehen in Staat und Kirche, befürwortete deren Trennung, war durchaus „großdeutsch“ und deutsch-national orientiert, verfocht jedoch andererseits „ein deutsch-slowenisches binationales Kärntner Landesbewusstsein in Kärnten und forderte Gerechtigkeit gegen die Nationalitäten“. 1851 konnte Rizzi dann als hauptberuflicher Redakteur auf seine Stelle bei der Klagenfurter Zeitung zurückkehren, die er zur Tageszeitung machte. Seinem Programm von 1848 blieb er treu, war allerdings nun vorsichtiger und realistischer. Da die Zeitung nun auch ein Feuilleton erhielt, schien die Carinthia-Beilage als „Zeitung für Vaterlandskunde, Belehrung und Unterhaltung“ überflüssig und wurde Ende 1854 eingestellt (erstand aber ein halbes Jahr später neu als selbständiges Wochenblatt). Ab 1855 leitete Rizzi nur mehr die Klagenfurter Zeitung bis zum frühen Lebensende im folgenden Jahr.
In seiner Zeit in Guttaring erlebte Rizzi eines der von Kärntner Bauern für Bauern gespielten Passionsspiele, dessen Reiz ihn so ergriff, dass er es in der von ihm gegründeten Zeitschrift edierte und ausführlich würdigte. Wie andere Volksbräuche und sogar Volkstrachten waren in der Zeit des Josefinismus auch die Passionsspiele in Kärnten als „Herabwürdigung der Religion“ verboten worden, die Spieler waren verhaftet und zu mehreren Tagen Zwangsarbeit in Ketten und zu Geldstrafen verurteilt worden. Dem liberalen Priester Rizzi fiel dieses Verbot
„so bitter auf das Herz […] Und aus was für Gründen? Der lieben Aufklärung willen! O diese Epoche! […]wem die Freiheit so notwendige Lebensluft ist wie mir, dem ist nichts so ekelhaft als jene halbe schale Aufklärung, die so aufdringlich die ganze Welt mit ihren ewigen Wundern in ein nüchternes Rechenexempel verwandeln will.[…] Statt die Freuden des Volkes zu veredeln, haben sie die Freuden verboten […] Die wahre Kultur macht den Halbmenschen zum ganzen Menschen, die falsche, intolerant und unfruchtbar, wie sie ist, kann nur töten – verbieten“
In einem Gedicht von 1849 – „Kärnten“. – zeigte Rizzi seinen Realitätssinn für die wahren Kärntner Probleme der Zeit: Anstelle der Karantanien-Schwärmerei, die im Land aufgrund der wieder erlangten Selbständigkeit herrschte, wies er auf die Nationalitätenfrage hin, deren Bedeutung er wie kaum ein Zweiter damals bereits erkannte:
Ich würde auch mitjubeln,
Wär es das alte noch,
oder die Teile des Restes
wären ein innerlich Ganzes und Festes.
So aber sind beschnitten
die Grenzen Gau um Gau
und wie zuvor in mitten
zweier Stämme fließt die Drau
Eindringlich und schlagkräftig erklärt er im Artikel Die Nationalitätenfrage Kärntens
„Wer da glaubt, die Idee der Nationalität werde aus dem Herzen und dem Kopfe der Nationen wieder verschwinden […], der hat keine Ahnung von dem unaufhaltsamen Drange, mit welchem sich eine einmal ins Leben der Menschheit getretene Idee zähe und unwiderstehlich Bahn bricht! […] Nicht in der Unterdrückung und Leugnung des Gegensatzes liegt das Heil, sondern in der Versöhnung durch die höhere Einheit. Der gleichberechtigte Deutsche muss mit dem gleichberechtigten Slowenen durch das Band einer höheren Einheit verknüpft werden; geschieht dies nicht, so ist über Kärnten das Los geworfen. […] Das Volk blieb slawisch und wird es bleiben, und wenn ihr auch zu jeder Hütte einen eigenen deutschen Schulmeister hinstellt.“
Während sich die auf nationale Rhetorik eingeschworene slowenische Öffentlichkeit erst langsam
zu einer objektiven Bewertung ihres größten Dichters durchrang, war es Rizzi, der als Erster die Bedeutung und den hohen Rang des auch mit Kärnten verbundenen slowenischen Dichters Franz Preschern (slowenisch: France Prešeren) erkannte und einiges von ihm übersetzte: „Derjenige Zeitgenosse, der sich schriftlich und kritisch am eingehendsten und seriösesten in deutscher Zunge mit Prešeren befasste, war der Klagenfurter Theologe, Journalist, Autor, Kritiker und Übersetzer Vinzenz Rizzi.“ Er bezeichnete als Sünde und als Verbrechen an der Menschheit das Bemühen, einem Volk die Bildung durch muttersprachlichen Unterricht zu verweigern. Nicht unterdrückt, sondern erlernt solle die slowenische Sprache werden, eine Germanisierung sei ohnehin längst erfolgt. Das allgemeine Slowenisch müsse es sein, das die zweite Kärntner Schul- und Amtssprache werde. Entschieden trat Rizzi damit der Vorstellung entgegen, das in Kärnten gesprochene so genannte Windische sei eine eigene, vom Slowenischen verschiedene Sprache,
Gerade er, der sich in erster Linie als Deutscher und dann erst als Österreicher sah, –
„[…] da wir eine deutsche Einheit, eine volle, wahre mit dem alten Bundesverhältnis zu Österreich, uns nicht denken können, deshalb wollen wir ein großes, einiges, auf Gleichberechtigung der Nationalitäten beruhendes Österreich im innigen völkerrechtlichen Bunde mit Deutschland.“ –
gerade er, der „Großdeutsche“, war sich bewusst und davon überzeugt, dass
 „nur auf diesem Wege Friede und Eintracht erreicht werden können. Wer aber den Frieden auf falscher Grundlage sucht, wird den Hass ernten. Alles Predigen von Frieden hilft nichts, wenn ihr keine Befriedigung gebt.“ 
Als großdeutsch Denkender betrachtete er jedoch den deutschen „Besitz Triests und des Weges dahin“ als eine „Lebensfrage Deutschlands“, wohingegen gleichzeitig ein anderer Oberkärntner, ein Slowene aus dem Gailtal, der „Slawist Matthias Mayer – er selbst nannte sich Matija Majar-Ziljski“ –, zwar ebenfalls wie Rizzi die slowenische Sprache in Amt und Schule forderte, gleichzeitig jedoch für einen staatlichen Zusammenschluss aller Slowenen, Kroaten, Slawonier und Dalmatiner unter Habsburgs Krone kämpfte.
Freimütig äußerte Rizzi seine Ansichten hinsichtlich Fortschritt und Freiheit, trat ein für Recht und Ordnung, kämpfte jedoch zugleich für persönliche Freiheit und gegen jede Willkür; er wollte sich seines Amtes als katholischer Priester nicht schämen, trat ein für die Unabhängigkeit der Kirche, gleichzeitig aber auch für Bekenntnisfreiheit und Gleichstellung aller Religionen. Den Rechten der slowenischen Mitbürger im Land zollte der „Großdeutsche“ aufrichtigste Anerkennung und herzliche Teilnahme.
Der Zeitungsmann Rizzi starb, noch ehe er die größere Entfaltungsmöglichkeit im Österreich der konstitutionellen Monarchie erleben konnte. Niemand schrieb ihm einen Nachruf, ihm, der „einer der Baumeister des sprichwörtlich gewordenen freiheitlichen Kärnten“ war, ihm, dem „Weltpriester, Dichter und Philosophen“, der als Journalist „der Bildner der öffentlichen Meinung um 1848 und der frühen fünfziger Jahre war“. Niemand hat bisher Rizzis vielfältige Schriften vollständig gesammelt, und sein Wirken wie seine Person waren, abgesehen von einem Rizzi-Steg über den Lendkanal, sowie einem Rizzisteig und einer Rizzistraße, zwei unwichtigen Klagenfurter Verkehrswegen, im Mehrheitsvolk Kärntens bald fast gänzlich vergessen – doch Andreas (Andrej) Einspieler, der geistliche Volksbildner und Politiker aus der Kärntner slowenischen Volksgruppe, wiederholte einige Jahre nach Rizzis Tod fast wörtlich Rizzis Appell an die Regierenden im Land, und beide sind nun die Namensgeber von Preisen der slowenischen Volksgruppe in Kärnten. Eine Vinzenz-Rizzi-Gesellschaft wurde 1994 unter der Patronanz der Generalsekretärin des Europarates, Catherine Lalumière, gegründet: mit Zielen, die „zutiefst humanistisch und demokratisch“ seien: „Die Vinzenz-Rizzi-Gesellschaft will dazu beitragen, am Ende des 20. Jahrhunderts nicht mehr in Kategorien des 19. Jahrhunderts zu denken.“.

## Schriften (Auswahl)
- Der Eremite an der Liser. In: Noreja: Taschenbuch kärntnerischer Legenden, Sagen, etc. (Balladen, Mährchen und Romanzen). Hrsg. v. Simon Martin Mayer, Kleinmayr, Klagenfurt 1837, OCLC Nr. 82388471, S. 164–166.
- Theater in Klagenfurt. In: Carinthia. Jahrgang 43, 1853.
- Dorfgeschichten aus Kärnten. Hrsg. vom Grillparzer-Literatur-Verein, 2 Hefte, R.L. Raimann, Wien 1882, OCLC Nr. 12983455, und Liegel, Klagenfurt 1882.
- Vinzenz Rizzi's Dichtungen und Denkblätter. Hrsg. v. Ludwig Germonik, Grillparzer-Vereins-Verlag, Wien 1906, OCLC Nummer: 444335262. Verbesserte und vermehrte Ausgabe, Wien 1908.